# Świnia Góra (Góry Świętokrzyskie)

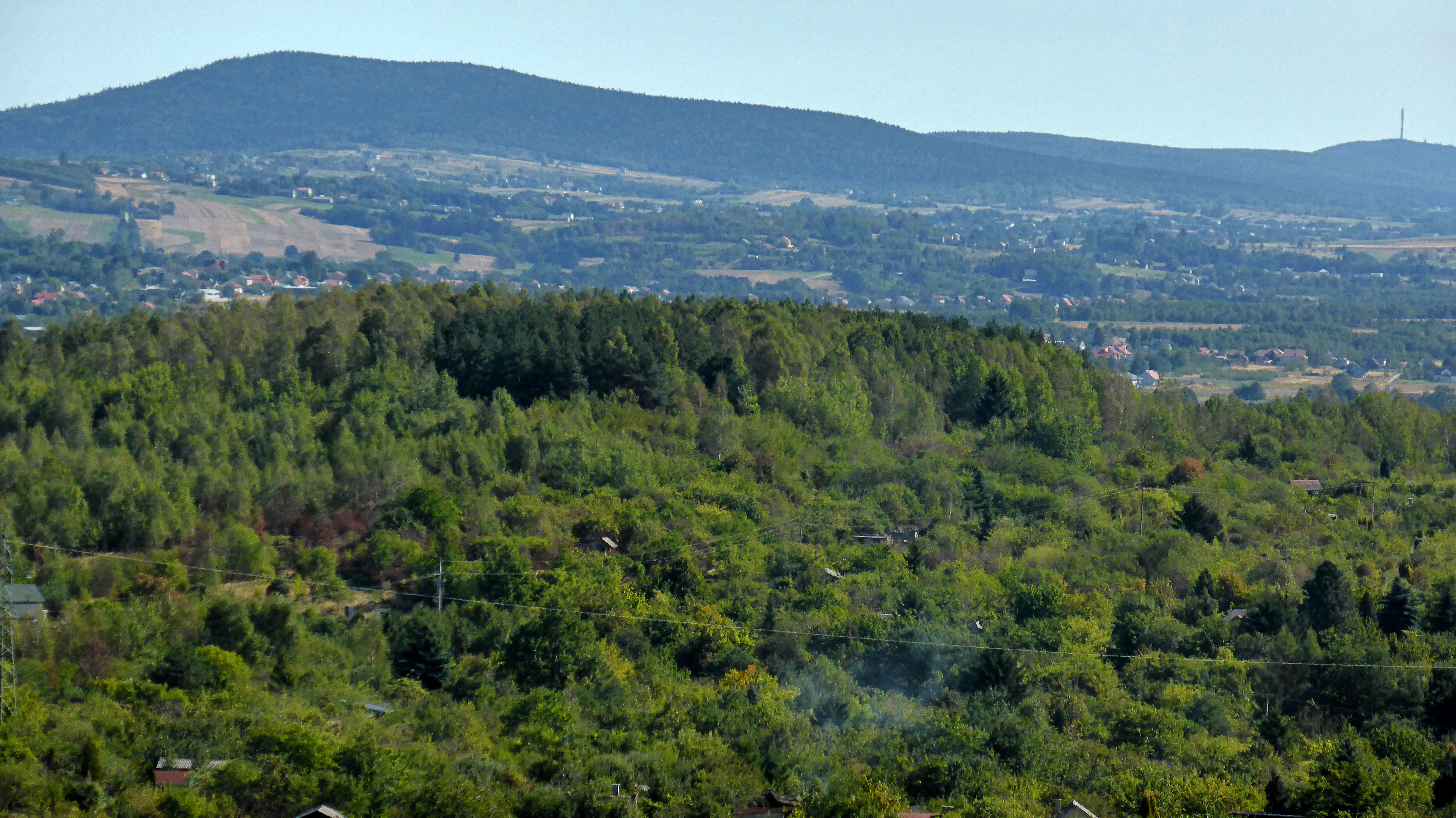
Zalesiony wierzchołek Świniej Góry na tle Pasma Łysogórskiego

 Świnia Góra  (346 m n.p.m.) – leżące na wschodniej granicy Kielc, drugie co do wysokości, częściowo zalesione wzniesienie Wzgórz Szydłówkowskich. W wyrobiskach na południowo-wschodnim zboczu eksploatowano przed laty rudę żelaza i kwarcyty dolnodewońskie.
Od południowej strony góry znajdują się rozległe tereny największego w Polsce ogrodu działkowego, ogrodu im. Stefana Żeromskiego, natomiast u wschodnich podnóży, na terenie ogrodu działkowego "Zielona Dolina", znajduje się zbiorowa mogiła osób zmarłych w czasie epidemii cholery.
Przez wzniesienie przebiega  żółty szlak spacerowy wokół Kielc.